# Nematocryptus humilis
Nematocryptus humilis är en stekelart som först beskrevs av Joseph Kriechbaumer 1894.  Nematocryptus humilis ingår i släktet Nematocryptus och familjen brokparasitsteklar. Inga underarter finns listade i Catalogue of Life.